# Château du Parc-Soubise
Le château du Parc-Soubise appartient à la famille de Chabot depuis 1784. La famille de Chabot olim Chabot est une famille subsistante de la noblesse française d'extraction chevaleresque sur preuves de 1269. Elle est originaire du Bas-Poitou.
La famille Chabot forma de nombreuses branches, dont celles des barons de Retz, des barons de Saint-Gelais, et la branche ainée des barons et comtes de Jarnac. Cette dernière donna naissance en 1645 à la branche de Rohan-Chabot, ducs de Rohan (en 1648), par le mariage d'Henri Chabot avec Marguerite de Rohan, fille et héritière d'Henri de Rohan, premier duc de Rohan.

## Localisation
Le château est situé sur le territoire de la commune de Mouchamps,  près des Herbiers et du Puy du Fou au cœur du bocage vendéen, dans le département de la Vendée, dans la région Pays de la Loire. 

## Histoire

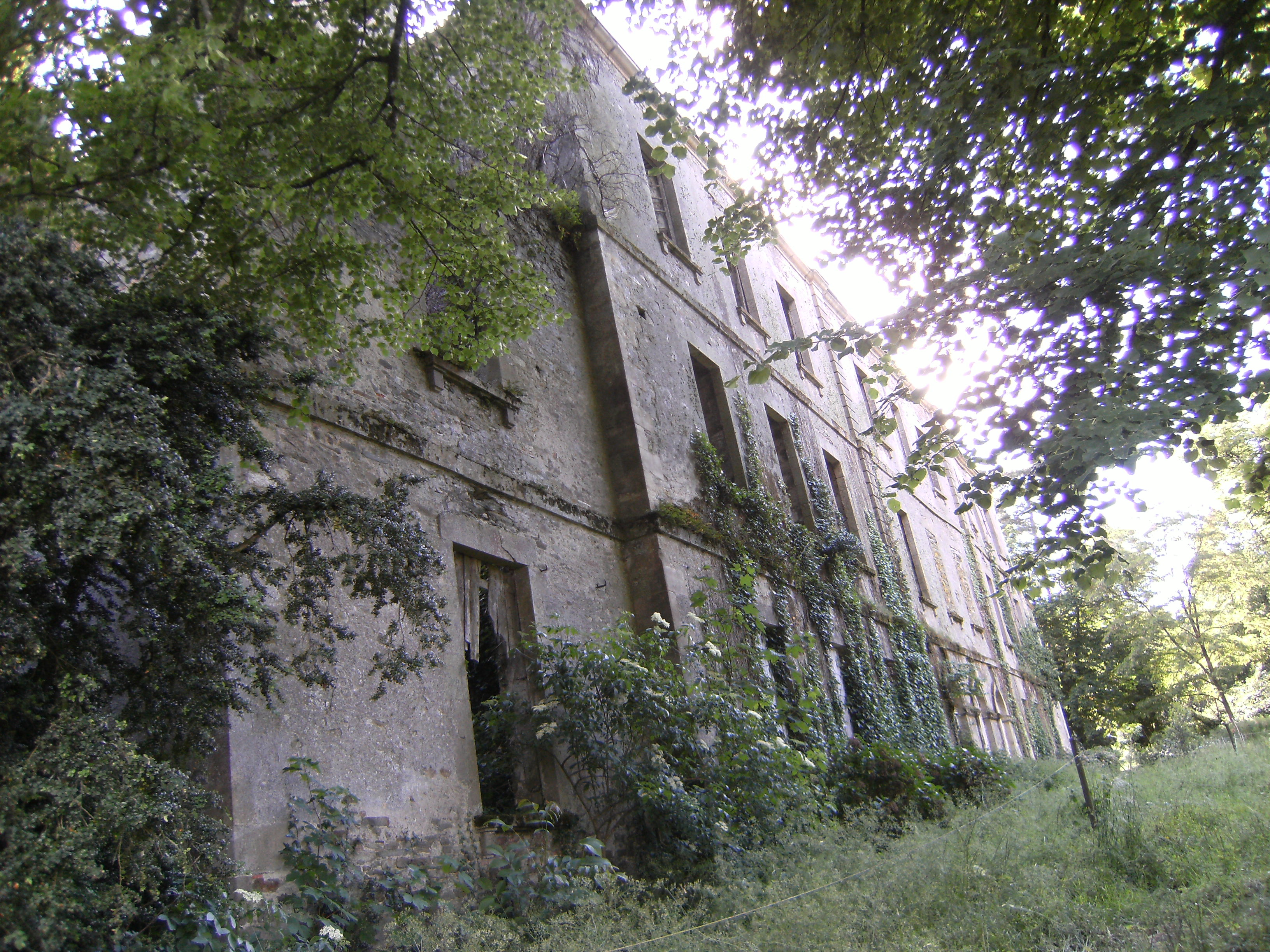
Le château vu de l'étang

Le château du Parc-Soubise fut la demeure principale de la famille de Parthenay-L'Archevêque par mariage entre Valence de Lusignan et Guillaume de Parthenay en 1247. 
À la Renaissance, Michèle de Parthenay L’Archevêque (1485-1549) est la dame au Parc Soubise. Elle est secrétaire et chambellan d’Anne de Bretagne, puis gouvernante de sa fille Renée après le mariage d’Anne avec le roi de France Louis XII. Le Parc Soubise devient par la conversion de Michèle de Parthenay au calvinisme un des hauts lieux du protestantisme en France. 
Après le décès de Jean V de Parthenay seigneur de Soubise (1566), le domaine passe par sa petite-fille, Catherine de Parthenay, dans la famille de Rohan (1575) à la suite de son mariage en secondes noces avec le protestant René de Rohan. Elle y tiendra une cour brillante : son cousin Henri de Navarre, futur Henri IV, viendra souvent la visiter ainsi que le mathématicien François Viète, fondateur de l'algèbre nouvelle, et l'écrivain Agrippa d'Aubigné. 
Les guerres de Religion qui déchirent protestants et catholiques dans la France du XVIe siècle, se poursuivent pourtant après la signature de l’édit de Nantes en 1598. Le Parc Soubise devient le centre de la rébellion protestante contre le roi de France Louis XIII. À la tête des armées protestantes Henri de Rohan, fils de Catherine et de René de Rohan. 
C’est le début des guerres huguenotes qui eurent lieu entre 1621 et 1628 et qui se terminèrent par le siège de La Rochelle (1627-1628) qui voit l’armée protestante vaincue. 
Le cardinal de Richelieu, pour éviter une nouvelle insurrection, décide de faire démanteler tous les châteaux des chefs protestants. Sur ordre du roi Louis XIII et de Richelieu, le château du Parc-Soubise et ses défenses sont démantelées. 
Henri de Rohan est chassé de la cour par Marie de Médicis. À la mort d'Henri II de Rohan, le Parc-Soubise entre par le mariage de sa fille unique Marguerite de Rohan avec Henri de Chabot dans la famille de Rohan-Chabot.
Tombé en désuétude, le château du Parc-Soubise est vendu et rasé en 1771. Le château du XVIIIe siècle du Parc-Soubise est construit sous les ordres du nouveau propriétaire, le protestant Pierre Bonfils, écuyer et secrétaire-conseiller du roi. Appelé à Versailles pour s’occuper des finances du roi, Pierre Bonfils revend le domaine à une branche de la famille. Le 24 décembre 1784, Charles-Augustin, comte de Chabot le rachète et entreprend de nouveaux travaux, qui terminent la construction du château et l’habite.
En 1789, lors de la Révolution et plus particulièrement pendant la Terreur de 1793, l'histoire rattrape ce coin de Vendée. Les Vendéens, attachés à leur liberté de conscience et à leur foi catholique soutiennent les prêtres refusant de prêter serment à la République lors de la Constitution civile du clergé de 1790. Lorsque la République impose la levée en masse pour aller se battre sur ses frontières dans l'Est de la France, la Vendée se soulève et commence alors une véritable guerre civile.

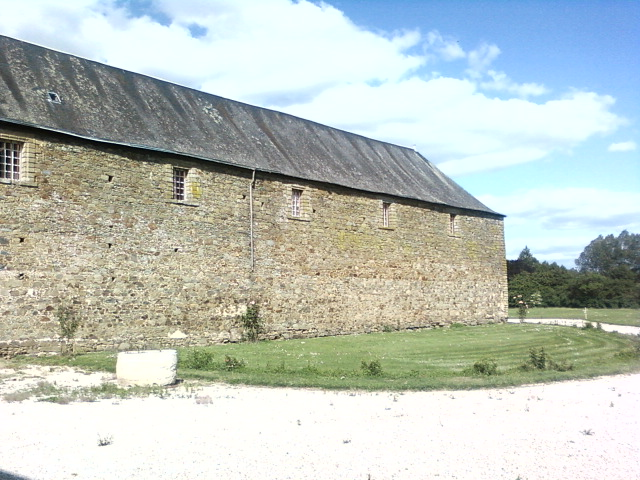
Grange d'origine

Le 31 janvier 1794, alors qu'elle vient d'épargner les habitants de Le Boupère, la colonne infernale de Lachenay massacre 200 femmes, enfants et vieillards dans la cour du château et incendie celui-ci. Rentré d’exil, le comte de Chabot décide de conserver le château tel quel, en souvenir de ces évènements tragiques. Il n’a jamais été restauré depuis, hormis son toit qui protège les ruines. Augustin Prudent de Chabot-Duparc deviendra maire de Mouchamps.

## Architecture
Le château fort initial du Parc-Soubise a été démantelé sous Richelieu à la fin des guerres huguenotes. Ne reste qu’une partie des communs du XVIIe siècle : la grange, le grenier et le cellier, qui ont été construits par Catherine de Parthenay l’Archevêque.
Le château au XVIIIe siècle a été construit par Pierre Bonfils à partir d’une partie des fondations du château fort détruit sous la Révolution par la colonne de Lachenay, le 31 Janvier 1794.
Le château du Parc-Soubise et son parc est un site inscrit par arrêté ministériel du 5 janvier 1977 au titre de la Loi du 2 mai 1930 ayant pour objet de réorganiser la protection des monuments naturels et des sites de caractère artistique, historique, scientifique, légendaire ou pittoresque. Le château, pour ses façades, toitures et le grand escalier, ainsi que la chapelle (hors décors) et la  maison de Tournebride font l’objet d’une inscription au titre des monuments historiques par arrêté du 23 décembre 1987.
Les communs du château, ainsi que les décors intérieurs de la chapelle, font l’objet d’un classement au titre des monuments historiques par arrêté du 14 février 1989.
Le château est la propriété de la SCI du Parc Soubise, société dont le Comte de Chabot est membre. Depuis 2018, les Darcy habitent les communs qui ont été castellisés au cours des siècles par les Chabot.

Pour valoriser ce patrimoine, des gîtes et des salles ont été aménagés. Le cinéaste Robert Bresson a tourné son film  Lancelot du Lac (1974) au Parc-Soubise qui accueille également un festival de théâtre tous les deux ans au mois d’août et qui a accueilli pendant plus de vingt ans la fête de la vénerie.